# 서울 노원구의 국회의원

## 행정구역 변천
- 1988년 1월 1일 도봉구 도봉동·상계동·하계동·중계동·월계동·공릉동·창동에 서울특별시 노원구 설치
- 1989년 1월 1일 노원구 도봉동·창동이 도봉구에 환원

## 서울 노원구의 역대 국회의원 일람
| 대수   | 이름           | 소속정당       | 임기                              | 선거구역 |
| ------ | -------------- | -------------- | --------------------------------- | --- |
| 제13대 | 백남치(白南治) | 통일민주당     | 1988년 5월 30일 - 1992년 5월 29일 | 노원구 갑: 창1동, 창2동, 창3동, 월계1동, 월계2동, 공릉1동, 공릉2동                                                     |
| 제13대 | 김용채(金鎔菜) | 신민주공화당   | 1988년 5월 30일 - 1992년 5월 29일 | 노원구 을: 도봉1동, 도봉2동, 하계동, 중계동, 상계1동, 상계2동, 상계3동, 상계4동, 상계5동                               |
| 제14대 | 백남치(白南治) | 민주자유당     | 1992년 5월 30일 - 1996년 5월 29일 | 노원구 갑: 월계1동, 월계2동, 월계3동, 공릉1동, 공릉2동, 하계1동, 하계2동, 중계1동, 중계2동, 중계3동                    |
| 제14대 | 김용채(金鎔菜) | 민주자유당     | 당선 무효                         | 노원구 을: 상계1동, 상계2동, 상계3동, 상계4동, 상계5동, 상계6동, 상계7동, 상계8동, 상계9동, 상계10동                   |
| 제14대 | 임채정(林采正) | 민주당         | 1992년 9월 8일 -1996년 5월 29일   | 노원구 을: 상계1동, 상계2동, 상계3동, 상계4동, 상계5동, 상계6동, 상계7동, 상계8동, 상계9동, 상계10동                   |
| 제15대 | 백남치(白南治) | 신한국당       | 1996년 5월 30일 ~ 2000년 5월 29일 | 노원구 갑: 월계1동, 월계2동, 월계3동, 월계4동, 공릉1동, 공릉2동, 하계1동, 하계2동, 중계본동, 중계2동, 중계3동          |
| 제15대 | 임채정(林采正) | 새정치국민회의 | 1996년 5월 30일 ~ 2000년 5월 29일 | 노원구 을: 상계1동, 상계2동, 상계3동, 상계4동, 상계5동, 상계6동, 상계7동, 상계8동, 상계9동, 상계10동, 중계1동, 중계4동 |
| 제16대 | 함승희(咸承熙) | 새천년민주당   | 2000년 5월 30일 ~ 2004년 5월 29일 | 노원구 갑: 월계1동, 월계2동, 월계3동, 월계4동, 공릉1동, 공릉2동, 공릉3동, 하계1동, 하계2동, 중계본동, 중계2동, 중계3동 |
| 제16대 | 임채정(林采正) | 새천년민주당   | 2000년 5월 30일 ~ 2004년 5월 29일 | 노원구 을: 중계1동, 중계4동, 상계1동, 상계2동, 상계3동, 상계4동, 상계5동, 상계6동, 상계7동, 상계8동, 상계9동, 상계10동 |
| 제17대 | 정봉주(鄭鳳柱) | 열린우리당     | 2004년 5월 30일 ~ 2008년 5월 29일 | 노원구 갑: 월계1동, 월계2동, 월계3동, 월계4동, 공릉1동, 공릉2동, 공릉3동                                               |
| 제17대 | 우원식(禹元植) | 열린우리당     | 2004년 5월 30일 ~ 2008년 5월 29일 | 노원구 을: 하계1동, 하계2동, 중계본동, 중계1동, 중계2동, 중계3동, 중계4동, 상계6동, 상계7동                            |
| 제17대 | 임채정(林采正) | 열린우리당     | 2004년 5월 30일 ~ 2008년 5월 29일 | 노원구 병: 상계1동, 상계2동, 상계3동, 상계4동, 상계5동, 상계8동, 상계9동, 상계10동                                     |
| 제18대 | 현경병(玄鏡柄) | 한나라당       | 2008년 5월 30일 ~ 2011년 6월 10일 | 노원구 갑: 월계1동, 월계2동, 월계3동, 월계4동, 공릉1·3동, 공릉2동                                                      |
| 제18대 | 권영진(權泳臻) | 한나라당       | 2008년 5월 30일 ~ 2012년 5월 29일 | 노원구 을: 하계1동, 하계2동, 중계본동, 중계1동, 중계2동, 중계3동, 중계4동, 상계6·7동                                   |
| 제18대 | 홍정욱(洪政旭) | 한나라당       | 2008년 5월 30일 ~ 2012년 5월 29일 | 노원구 병: 상계1동, 상계2동, 상계3·4동, 상계5동, 상계8동, 상계9동, 상계10동                                            |
| 제19대 | 이노근(李老根) | 새누리당       | 2012년 5월 30일 ~ 2016년 5월 29일 | 노원구 갑: 월계1동, 월계2동, 월계3동, 공릉1동, 공릉2동                                                                 |
| 제19대 | 우원식(禹元植) | 민주통합당     | 2012년 5월 30일 ~ 2016년 5월 29일 | 노원구 을: 하계1동, 하계2동, 중계본동, 중계1동, 중계2·3동, 중계4동, 상계6·7동                                          |
| 제19대 | 노회찬(魯會燦) | 통합진보당     | 당선 무효                         | 노원구 병: 상계1동, 상계2동, 상계3·4동, 상계5동, 상계8동, 상계9동, 상계10동                                            |
| 제19대 | 안철수(安哲秀) | 무소속         | 2013년 4월 25일 ~ 2016년 5월 29일 | 노원구 병: 상계1동, 상계2동, 상계3·4동, 상계5동, 상계8동, 상계9동, 상계10동                                            |
| 제20대 | 고용진(高榕禛) | 더불어민주당   | 2016년 5월 30일 ~ 2020년 5월 29일 | 노원구 갑: 월계1동, 월계2동, 월계3동, 공릉1동, 공릉2동                                                                 |
| 제20대 | 우원식(禹元植) | 더불어민주당   | 2016년 5월 30일 ~ 2020년 5월 29일 | 노원구 을: 하계1동, 하계2동, 중계본동, 중계1동, 중계2·3동, 중계4동, 상계6·7동                                          |
| 제20대 | 안철수(安哲秀) | 국민의당       | 2016년 5월 30일 ~ 2017년 4월 17일 | 노원구 병: 상계1동, 상계2동, 상계3·4동, 상계5동, 상계8동, 상계9동, 상계10동                                            |
| 제20대 | 김성환(金星煥) | 더불어민주당   | 2018년 6월 14일 ~ 2020년 5월 29일 | 노원구 병: 상계1동, 상계2동, 상계3·4동, 상계5동, 상계8동, 상계9동, 상계10동                                            |
| 제21대 | 고용진(高榕禛) | 더불어민주당   | 2020년 5월 30일 ~ 2024년 5월 29일 | 노원구 갑: 월계1동, 월계2동, 월계3동, 공릉1동, 공릉2동                                                                 |
| 제21대 | 우원식(禹元植) | 더불어민주당   | 2020년 5월 30일 ~ 2024년 5월 29일 | 노원구 을: 하계1동, 하계2동, 중계본동, 중계1동, 중계2·3동, 중계4동, 상계6·7동                                          |
| 제21대 | 김성환(金星煥) | 더불어민주당   | 2020년 5월 30일 ~ 2024년 5월 29일 | 노원구 병: 상계1동, 상계2동, 상계3·4동, 상계5동, 상계8동, 상계9동, 상계10동                                            |
| 제22대 | 우원식(禹元植) | 더불어민주당   | 2024년 5월 30일 ~                 | 노원구 갑: 노원구 월계1동, 월계2동, 월계3동, 공릉1동, 공릉2동, 하계1동, 하계2동, 중계본동, 중계2·3동                   |
| 제22대 | 김성환(金星煥) | 더불어민주당   | 2024년 5월 30일 ~                 | 노원구 을: 노원구 중계1동, 중계4동, 상계1동, 상계2동, 상계3·4동, 상계5동, 상계6·7동, 상계8동, 상계9동, 상계10동        |

## 같이 보기
- 서울 도봉구의 국회의원
- 서울 강북구의 국회의원
- 서울 성북구의 국회의원
- 서울 중랑구의 국회의원
- 남양주시의 국회의원
- 의정부시의 국회의원
- 노원구 갑
- 노원구 을
- 노원구 병